# Longuefuye
Longuefuye korábbi község Franciaország Loire mente régiójában, Maine-et-Loire megyében. 2019. január 1-jén Gennes-sur-Glaize korábbi községgel egyesült és Gennes-Longuefuye új község része lett.
Lakosainak száma 326 fő (2018. január 1.). Longuefuye Fromentières, Gennes-sur-Glaize, Grez-en-Bouère, Ruillé-Froid-Fonds és Saint-Charles-la-Forêt községekkel határos.

## Népesség
A település népességének változása:
| Lakosok száma | 285  | 240  | 237  | 274  | 326  | 339  | 339  | 347  | 330  | 326  |
|               | 1968 | 1975 | 1982 | 1999 | 2006 | 2011 | 2013 | 2016 | 2017 | 2018 |